# 泉福朗
泉 福朗（いずみ ふくろう）は日本の漫画家、漫画原作者。女性。長崎県出身。「泉福朗」に改名する前の旧名義は岡 エリ（おか エリ）。

## 来歴
別名でハートフルなホラー漫画家として連載するも、掲載雑誌の廃刊により活動は一時中断。
2008年、皆川亮二の『イブニング』（講談社）連載作品『ADAMAS』2巻より、脚本に参加。同年、樹崎聖との共同制作で『月刊アフタヌーン』（講談社）2009年1月号から読み切りシリーズ『ZOMBIEMEN』を掲載。
2011年には『週刊ヤングジャンプ』（集英社）で、『シンバ・ラ・ダ』（作画：塩塚誠）の原作を担当。

## 作品リスト

### 岡エリ名義
- ADAMAS（『イブニング』2007年8号 - 2014年18号[4]、脚本担当、作画：皆川亮二、全11巻）
- ZOMBIEMEN（『月刊アフタヌーン』2009年、シリーズ連載、作画：樹崎聖、全1巻）
- シンバ・ラ・ダ（『週刊ヤングジャンプ』2011年15号[3] - 、原作、作画：塩塚誠、全3巻）

### 泉福朗名義
- ポセイドンの財宝（『ミラクルジャンプ』2014年11月号[5] - 2015年12月号、原作、作画：岡遼子、全2巻）
- 海王ダンテ（『ゲッサン』2016年1月号[6] - 2021年9月号[7]、原作、作画：皆川亮二、全13巻）
- 泉さんちの福福家族（SNSで発表[8]、2019年11月22日発売[8]、全1巻）
- サラカ王子と六頭竜（『LINEマンガ』2021年6月16日[9] - 2022年3月、原作、作画：伊藤亰、全3巻）

## 寄稿
- 皆川亮二本（2017年8月30日発売[10]） - インタビュー収録[10]